# إتش روذرفورد تورنبول
إتش روذرفورد تورنبول (بالإنجليزية: H. Rutherford Turnbull)‏ هو كاتب أمريكي، ولد في 1937 في الولايات المتحدة.